# (4814) Casacci
(4814) Casacci (1978 RW) – planetoida z grupy pasa głównego asteroid okrążająca Słońce w ciągu 5,8 lat w średniej odległości 3,23 j.a. Odkryta 1 września 1978 roku.